# Тихобаев, Олег Игоревич
Оле́г И́горевич Тихоба́ев (родился 26 июля 1990 года во Владивостоке) — российский пловец, Заслуженный Мастер Спорта России, член национальной сборной России, победитель чемпионата мира на короткой воде 2014 в эстафете 4×50 м кролем и экс-рекордсмен мира в этой дисциплине (1:22.60), серебряный призёр чемпионата мира в Дохе в мужской эстафете 4×100 м вольным стилем и смешанной эстафете 4×50 м вольным стилем (в обоих случаях участвовал только в предварительном заплыве); серебряный призёр Чемпионата Европы по водным видам спорта 2014 в эстафете 4×100 вольным стилем; бронзовый призёр чемпионата Европы 2012 на дистанции 4×100 м в/с, обладатель золотой медали московского этапа Кубка мира 2014 в смешанной эстафете 4×50 м в/с, чемпион и бронзовый призёр всемирной Летней Универсиады 2015 в Корее; неоднократный чемпион и призёр этапов Кубка мира; многократный чемпион и рекордсмен страны.

## Образование
Окончил Школу искусства, культуры и спорта Дальневосточного федерального университета. В 2015 году получил благодарность Правительства Российской Федерации за успешное выступление на Всемирной летней Универсиаде в Республике Корея.

## Спортивная карьера
В юниорской сборной России (2007-2008г) становился неоднократным победителем и призером первенств мира и Европы, как в личных видах программы так и в эстафетах.

### Сезон 2012
В составе эстафетной команды 4х100 метров вольным стилем стал бронзовым призером Чемпионата Европы по плаванию в г. Дебрецен (Венгрия) . В личных видах на 50 и 100 метров вольным стилем принимал участие в финальных заплывах.

### Сезон 2014
Чемпионат Европы по водным видам спорта Берлин (Германия)
В составе эстафетной команды 4х100 метров вольным стилем стал серебряным призером Чемпионата Европы по плаванию в г. Берлин (Германия). В личном виде принимал участие в полуфинальном заплыве на 50 метров вольным стилем и остановился в шаге от финала.
Установил рекорд страны на чемпионате России по плаванию на короткой воде на дистанции 50 м в/с (21.05) и в смешанной комбинированной эстафете 4×50 м (1:40.77), стал серебряным призёром этапа Кубка мира 2014 в Гонконге на дистанции 50 м в/с.
Чемпионат Мира на короткой воде 2014. Доха (Катар)[5]
- Эстафета 4х100 м в/с.
  - 1 место Франция -3.03,78.
  - 2 место Россия - 3.04,18 (В. Морозов, С.Фесиков, Д. Изотов, М. Полищук).
  - 3 место США - 3.05,58.
- Эстафета 4х50 м в/с.
  - 1 место Россия - Рекорд Мира - 1.22,60 (В.Морозов, Е.Седов , О.Тихобаев, С.Фесиков).
  - 2 место США - 1.23,87
  - 3 место Италия - 1.24,56

### Сезон 2015
В составе мужской кролевой эстафеты 4×50 м Олег Тихобаев (предварительный заплыв), Е.Седов, А.Арбузов, А.Клюкин, Н.Коновалов завоевали золотую медаль Чемпионата Европы на короткой воде в Нетании (Израиль):
1. Россия - 1.23,49
2. Италия - 1.24,44
3. Белоруссия - 1.25,01

### Сезон 2016
Сборная России победила в смешанной эстафете 4×50 м вольным стилем на московском этапе Кубка мира по плаванию на короткой воде. Олег Тихобаев, Владимир Морозов, Дарья Устинова и Дарья Карташова показали результат 1 минута 32,14 секунды.
1. Россия (Олег Тихобаев, Владимир Морозов, Дарья Устинова, Дарья Карташова) — 1.32,14. 
2. США — 1.33,71. 
3. Россия (Михаил Вековищев, Климент Колесников, Ксения Василенок, Василиса Буйная) — 1.34,88.

## Личная Жизнь
Женат на Елене Тихобаевой (Кондрашина). Мастер спорта по плаванию. Многократная чемпионка и призёр первенств России и г. Москвы